# Damián García Graña
Sergio Damián García Graña (Canelones, 15 de julio de 2003) es un futbolista uruguayo. Juega como pivote en el Shabab Al-Ahli Club de la UAE Pro League, máxima categoría del fútbol de Emiratos Árabes Unidos. Fue parte de la selección sub-20 de Uruguay campeona del mundo en 2023.

## Trayectoria
Se formó en las divisiones juveniles del Club Atlético Peñarol. Fue parte del plantel que ganó la Copa Libertadores Sub-20 de 2022.
Fue citado por primera vez al plantel absoluto carbonero para la fecha 5 del Torneo Apertura 2023 y el entrenador Alfredo Arias decidió colocarlo como titular, debutó como profesional el 5 de marzo ante Deportivo Maldonado en el Estadio Campeón del Siglo y ganaron 2-1.
En su primera temporada defendió a Peñarol en 24 oportunidades, fue destacado como uno de los mejores debutantes del año y ganaron el Torneo Apertura.
El 8 de febrero de 2025 fue presentado por Shabab Al-Ahli Club como nuevo fichaje, adquirieron el 50% de su ficha por 2 400 000 dólares, con bonos de hasta 3 000 000.

## Selección nacional
García ha sido internacional con la selección de Uruguay en la categoría juvenil sub-20.
El 3 de enero de 2023 se dio a conocer la lista definitiva del plantel que disputaría el Campeonato Sudamericano Sub-20 y fue confirmado por el entrenador Marcelo Broli.
Debutó en el Sudamericano Sub-20 el 22 de enero, fue titular para enfrentar a Chile, convirtió su primer gol con la selección al minuto 39 y ganaron 0-3.
Tras 7 partidos ganados, 1 empatado y 1 perdido, Uruguay logró el subcampeonato y se clasificaron a la Copa Mundial Sub-20 y a los Juegos Panamericanos. Damián estuvo presente en 8 encuentros.
Volvió a ser convocado para jugar la Copa Mundial Sub-20, tuvo participación en todos los partidos y tras vencer a Italia en la final se coronaron campeones del mundo.

## Estadísticas

### Clubes
Actualizado al último partido citado el 25 de mayo de 2025.
| Club                    | Div.          | Temporada     | Liga  | Liga  | Liga   | Copas nacionales | Copas nacionales | Copas nacionales | Copas internacionales | Copas internacionales | Copas internacionales | Total | Total | Total  |
| Club                    | Div.          | Temporada     | Part. | Goles | Asist. | Part.            | Goles            | Asist.           | Part.                 | Goles                 | Asist.                | Part. | Goles | Asist. |
| ----------------------- | ------------- | ------------- | ----- | ----- | ------ | ---------------- | ---------------- | ---------------- | --------------------- | --------------------- | --------------------- | ----- | ----- | ------ |
| C. A. Peñarol · Uruguay | 1.ª           | 2023          | 21    | 0     | 0      | 3                | 0                | 0                | 3                     | 0                     | 0                     | 27    | 0     | 0      |
| C. A. Peñarol · Uruguay | 1.ª           | 2024          | 30    | 1     | 2      | -                | -                | -                | 12                    | 0                     | 0                     | 42    | 1     | 2      |
| C. A. Peñarol · Uruguay | 1.ª           | 2025          | 1     | 0     | 0      | -                | -                | -                | -                     | -                     | -                     | 1     | 0     | 0      |
| C. A. Peñarol · Uruguay | Total club    | Total club    | 52    | 1     | 2      | 3                | 0                | 0                | 15                    | 0                     | 0                     | 70    | 1     | 2      |
| Shabab Al-Ahli C. · EAU | 1.ª           | 2024-25       | 5     | 1     | 0      | 1                | 0                | 0                | 1                     | 0                     | 0                     | 7     | 1     | 0      |
| Shabab Al-Ahli C. · EAU | 1.ª           | 2025-26       | 0     | 0     | 0      | 0                | 0                | 0                | 0                     | 0                     | 0                     | 0     | 0     | 0      |
| Shabab Al-Ahli C. · EAU | Total club    | Total club    | 5     | 1     | 0      | 1                | 0                | 0                | 1                     | 0                     | 0                     | 7     | 1     | 0      |
| Total carrera           | Total carrera | Total carrera | 57    | 2     | 2      | 4                | 0                | 0                | 16                    | 0                     | 0                     | 77    | 2     | 2      |
| 1. 2.                   |               |               |       |       |        |                  |                  |                  |                       |                       |                       |       |       |        |

### Selección
Actualizado al último partido citado el 11 de junio de 2023.
| Selección         | Temporada         | Continental | Continental | Continental | Mundial | Mundial | Mundial | Amistosos | Amistosos | Amistosos | Total | Total | Total  |
| Selección         | Temporada         | Part.       | Goles       | Asist.      | Part.   | Goles   | Asist.  | Part.     | Goles     | Asist.    | Part. | Goles | Asist. |
| ----------------- | ----------------- | ----------- | ----------- | ----------- | ------- | ------- | ------- | --------- | --------- | --------- | ----- | ----- | ------ |
| Sub-20 · Uruguay  | 2022              | 5           | 0           | 0           | —       | —       | —       | 13        | 0         | 0         | 18    | 0     | 0      |
| Sub-20 · Uruguay  | 2023              | 8           | 1           | 0           | 7       | 0       | 0       | 2         | 0         | 0         | 17    | 1     | 0      |
| Sub-20 · Uruguay  | Total sel.        | 13          | 1           | 0           | 7       | 0       | 0       | 15        | 0         | 0         | 35    | 1     | 0      |
| Total selecciones | Total selecciones | 13          | 1           | 0           | 7       | 0       | 0       | 15        | 0         | 0         | 35    | 1     | 0      |
| 1. 2.             |                   |             |             |             |         |         |         |           |           |           |       |       |        |

## Palmarés

### Títulos nacionales
| Título                         | Club                    | País    | Año  |
| ------------------------------ | ----------------------- | ------- | ---- |
| Torneo Apertura                | C. A. Peñarol           | Uruguay | 2023 |
| Torneo Apertura (2)            | C. A. Peñarol           | Uruguay | 2024 |
| Torneo Clausura                | C. A. Peñarol           | Uruguay | 2024 |
| Campeonato Uruguayo            | C. A. Peñarol           | Uruguay | 2024 |
| Liga de Emiratos Árabes Unidos | Shabab Al-Ahli Dubai FC | EAU     | 2025 |

### Títulos internacionales
| Título                   | Equipo               | País      | Año  |
| ------------------------ | -------------------- | --------- | ---- |
| Copa Libertadores Sub-20 | C. A. Peñarol        | Ecuador   | 2022 |
| Copa Mundial Sub-20      | Selección de Uruguay | Argentina | 2023 |

### Distinciones individuales
| Distinción                                       | Año  |
| ------------------------------------------------ | ---- |
| Premios AUF - Equipo ideal del mes (julio)       | 2023 |
| Premios AUF - Mejor debutante del año (nominado) | 2023 |
| Premios AUF - Equipo ideal del año (nominado)    | 2023 |
| Premios AUF - Joven talento Sub-21 (julio)       | 2024 |
| Premios AUF - Joven talento Sub-21 del año       | 2024 |
| Premios AUF - Equipo ideal del año               | 2024 |